# 教堂山 (喬治亞州)
教堂山（英語：Chapel Hill）是位於美國喬治亞州道格拉斯縣的一個非建制地區。該地的面積和人口皆未知。

## 地理
教堂山的座標為33°41′10″N 84°42′57″W / 33.68611°N 84.71583°W，而該地的平均海拔高度為295米（即968英尺）。